# Стефан Одран
Стефан Одран (на френски: Stéphane Audran) е френска актриса. 

## Биография
Родена е на 8 ноември 1932 година във Версай в семейството на лекар. От 1955 година играе в театъра, а малко по-късно и в киното, като през следващите години получава известност с роли във филми като „Дискретният чар на буржоазията“ („Le Charme discret de la bourgeoisie“, 1972), „Виолет Нозиер“ („Violette Nozière“, 1978), „Дивизията“ („The Big Red One“, 1980), „Угощението на Бабет“ („Babettes gæstebud“, 1987). 

## Избрана Филмография
| Година | Филм                           | Оригинално заглавие                 | Роля                  | Режисьор         |
| ------ | ------------------------------ | ----------------------------------- | --------------------- | ---------------- |
| 1959   | Братовчедите                   | Les Cousins                         | Франсоаз              | Клод Шаброл      |
| 1968   | Лоши момичета                  | Les Biches                          | Фредерик              | Клод Шаброл      |
| 1970   | Месарят                        | Le Boucher                          | Елен                  | Клод Шаброл      |
| 1972   | Дискретният чар на буржоазията | Le Charme discret de la bourgeoisie | Алиса Сенешал         | Луис Бунюел      |
| 1973   | Кървава сватба                 | Les Noces rouges                    | Люсиен Деламер (Люси) | Клод Шаброл      |
| 1978   | Виолет Нозиер                  | Violette Nozière                    | Жермен Нозиер         |                  |
| 1980   | Дивизията                      | The Big Red One                     | Валонски боец         |                  |
| 1981   | Безупречна репутация           | Coup de torchon                     | Югет Кордие           | Бертран Таверние |
| 1987   | Угощението на Бабет            | Babettes gæstebud                   | Бабет                 |                  |